# Hapalogastridae
Hapalogastridae — семейство неполнохвостых раков, представители которого обладают внешним сходством с крабами (Brachyura), но легко отличимы по редуцированной пятой паре ходильных ног и асимметричному брюшку у самок. Длина карапакса от 1,5 (Hapalogaster dentata) до 8 см (Placetron wosnessenskii). Обитают в северной части Тихого океана. Встречаются от субтропических до полярных вод. Донные животные. Безвредны для человека, не имеют промыслового значения. Охранный статус видов семейства не определён.

## Виды
Семейство включает следующие роды:
- Acantholithodes Holmes, 1895
- Dermaturus Brandt, 1850
- Hapalogaster Brandt, 1850
- Oedignathus Benedict, 1895
- Placetron Schalfeew, 1892